# Schuyler Enck
Schuyler Colfax Enck (25. januar 1900 – 1. november 1970 i Harrisburg i Pennsylvania) var en amerikansk sportsudøver som deltog i de olympiske lege 1924 i Paris.
Enck vandt en sølvmedalje i atletik under OL 1924 i Paris. Han kom på en tredje plads i disciplinen 800 meter bagefter Douglas Lowe fra Storbritannien og Paul Martin fra Schweiz.